# Cahul (distrito)
Cahul é um distrito (em romeno:  raion) no sul da Moldávia, com o centro administrativo em Cahul. Em 1 de janeiro de 2008, a sua população era de 123.808.

## Demografia
| Histórico da população de Cahul |           |
| Ano                             | População |
| 1959 censo                      | 78,142    |
| 1970 censo                      | 100,978   |
| 1979 censo                      | 114,381   |
| 1989 censo                      | 122,008   |
| 2004 censo                      | 119,231   |

De acordo com o último Censo da Moldávia de 2004, havia 119.231 pessoas que viviam no Distrito Cahul. Dessa população, 76,3% são Moldávios, 6.6 % Ucranianos, 6.5% Russos, 4.9% Búlgaros, 3,1% étnicos Gagauz, 1.7% Romenos e 0.8% outros.

### Vizinhos
- Taraclia (distrito) ao leste.
- Romênia a oeste - Condado de Galaţi.
- Cantemir (distrito) ao norte e Gagauzia ao nordeste.
- Ucrânia ao sul.

## Economia
Devido à sua topografia, o distrito é predominantemente agrícola. A indústria está concentrada na cidade de Cahul.
As principais indústrias no distrito são:
- Indústria alimentar.
- Indústria da construção.
- Indústria têxtil.

## Turismo
A "Nufărul Alb" ("White Nymphaea") Balneoterapia e Centro de Bem-estar, localizado em   Cahul, é bem conhecida por suas propriedades térmicas spas.

## Divisões administrativas
O distrito de Cahul tem 1 cidade, 36 comunas e 18 aldeias.
- Cidades
  - Cahul - cidade administrativa; população: 39.004 (em 2008)[1]
- Comunas
  - Alexanderfeld
  - Alexandru Ioan Cuza
  - Andruşul de Jos
  - Andruşul de Sus
  - Badicul Moldovenesc
  - Baurci-Moldoveni
  - Borceag
  - Bucuria
  - Burlacu
  - Burlăceni
  - Brînza
  - Chioselia Mare
  - Colibaşi
  - Crihana Veche
  - Cucoara 
  - Cîşliţa-Prut
  - Doina
  - Găvănoasa
  - Giurgiuleşti
  - Huluboaia
  - Iujnoe
  - Larga Nouă
  - Lebedenco
  - Lopăţica
  - Luceşti
  - Manta
  - Moscovei
  - Pelinei
  - Roşu
  - Slobozia Mare
  - Taraclia de Salcie
  - Tartaul de Salcie
  - Tătăreşti
  - Vadul lui Isac
  - Văleni
  -  Zîrneşti
- Aldeias
  - Chircani
  - Cotihana
  - Frumuşica
  - Greceni
  - Hutulu
  - Iasnaia Poleana 
  - Larga Veche
  - Nicolaevca
  - Paicu
  - Paşcani
  - Rumeanţev
  - Sătuc
  - Spicoasa
  - Treteşti
  - Trifeştii Noi
  - Tudoreşti
  - Ursoaia
  - Vladimirovca